# Паркервілл (Канзас)
Паркервілл (англ. Parkerville) — місто (англ. city) в США, в окрузі Морріс штату Канзас. Населення — 46 осіб (2020).

## Географія
Паркервілл розташований за координатами 38°45′49″ пн. ш. 96°39′45″ зх. д. / 38.76361° пн. ш. 96.66250° зх. д. (38.763748, -96.662500).  За даними Бюро перепису населення США в 2010 році місто мало площу 0,31 км², з яких 0,31 км² — суходіл та 0,00 км² — водойми. В 2017 році площа становила 0,33 км², з яких 0,33 км² — суходіл та 0,00 км² — водойми.

## Демографія
Згідно з переписом 2010 року, у місті мешкало 59 осіб у 25 домогосподарствах у складі 17 родин. Густота населення становила 190 осіб/км².  Було 32 помешкання (103/км²).
Расовий склад населення:
| - 81,4 % — білих - 13,6 % — осіб інших рас |

До двох чи більше рас належало 5,1 %. Частка іспаномовних становила 13,6 % від усіх жителів.
За віковим діапазоном населення розподілялося таким чином: 22,0 % — особи молодші 18 років, 66,1 % — особи у віці 18—64 років, 11,9 % — особи у віці 65 років та старші. Медіана віку мешканця становила 34,3 року. На 100 осіб жіночої статі у місті припадало 103,4 чоловіків;  на 100 жінок у віці від 18 років та старших — 130,0 чоловіків також старших 18 років.
Медіана доходів становила 22 143 долари для чоловіків та 15 417 доларів для жінок. За межею бідності перебувало 30,0 % осіб, у тому числі 50,0 % дітей у віці до 18 років та 0,0 % осіб у віці 65 років та старших.
Цивільне працевлаштоване населення становило 27 осіб. Основні галузі зайнятості: науковці, спеціалісти, менеджери — 25,9 %, транспорт — 22,2 %, освіта, охорона здоров'я та соціальна допомога — 22,2 %.